# Бюрдин
Бюрдин (на френски: Burdinne) е селище в Югоизточна Белгия, окръг Юи на провинция Лиеж. Населението му е около 2800 души (2006).